# Gustav Sixt

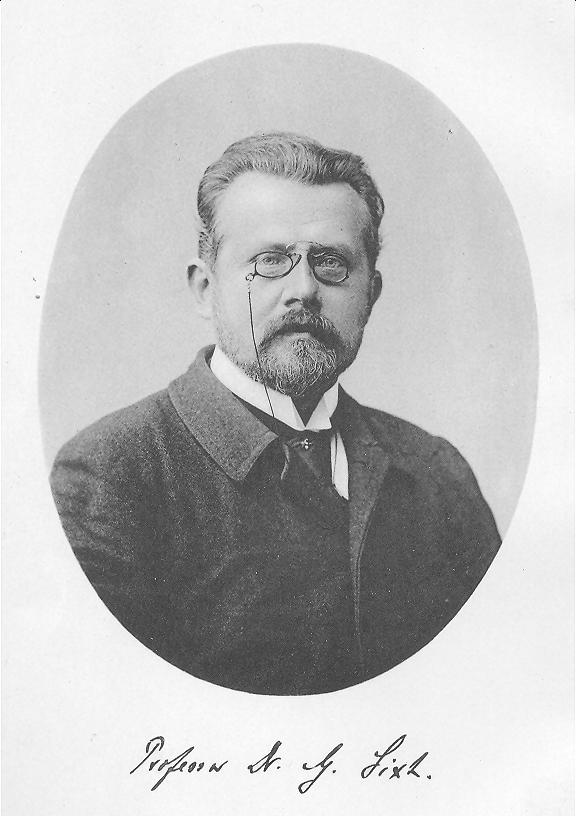
Gustav Sixt

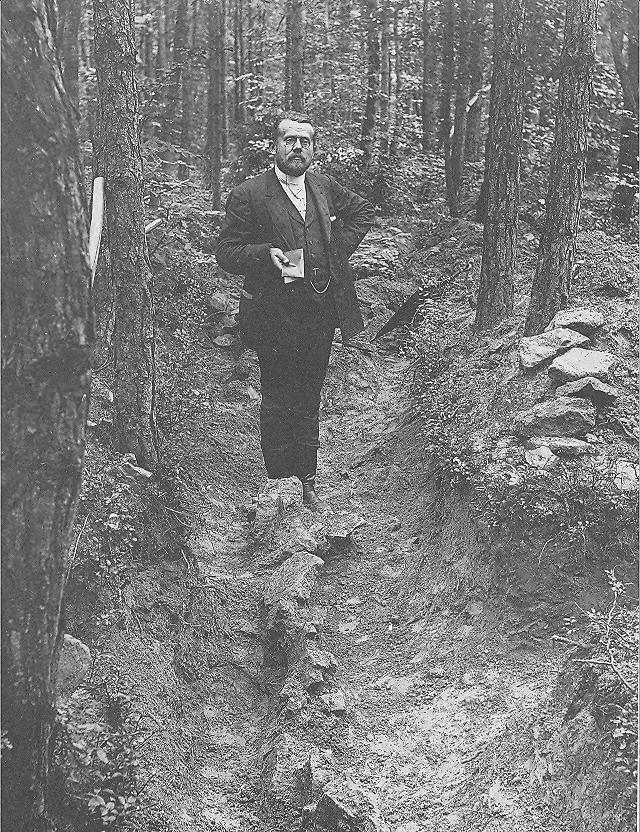
Gustav Sixt im Limes-Palisadengraben bei Gleichen

Gustav Sixt (* 19. September 1856 in Schwäbisch Hall, Königreich Württemberg; † 2. August 1904 in Stuttgart, Königreich Württemberg) war ein deutscher Gymnasiallehrer und Archäologe.

## Leben und Werk
Sixt bestand im Jahr 1871 das Landexamen und besuchte daraufhin von 1871 bis 1875 als Stipendiat die Niederen Theologischen Seminarien in Maulbronn und Blaubeuren. Nach Bestehen der Konkursprüfung im Jahr 1875 studierte er als Angehöriger des Stifts an der Universität Tübingen Klassische Philologie. Dieses Studium schloss er 1879 und 1880 ab und wurde 1880 mit seiner Dissertation De Jove Homerico zum Dr. phil. promoviert. Daraufhin trat er zunächst als Hilfslehrer am Karls-Gymnasium in Stuttgart ein. Eine wissenschaftliche Reise führte ihn im Winter 1881/82 nach Italien. 1883 erlangte er seine definitive Anstellung als Professor am Obergymnasium in Ulm. Bereits 1887 kehrte er aber in dieser Funktion wieder an das Stuttgarter Karls-Gymnasium zurück, in welchem er während der darauf folgenden 17 Jahre verblieb.
Es entsprach seinen Neigungen, als er im Jahr 1893 zum Inspektor der königlichen Münz- und Medaillensammlung sowie des Stuttgarter Lapidariums ernannt wurde. 1904 wurde er Mitglied der Kommission für die Verwaltung der Kunst- und Altertumssammlung und 1898 Mitglied der Kommission für Württembergische Landesgeschichte.
Die Reichs-Limeskommission ernannte ihn zum Streckenkommissar für die Strecke zwischen Jagsthausen und Welzheim. Die Ergebnisse seiner diesbezüglichen Forschungen veröffentlichte er vor allem in den seit 1892 erschienenen Limes-Blättern.
Sixt war Herausgeber der Fundberichte aus Schwaben. Gemeinsam mit Ferdinand Haug war er Bearbeiter des 1898 und 1900 erschienenen Buches Die römischen Inschriften und Bildwerke Württembergs. In dem Sammelwerk Das Königreich Württemberg übernahm er den Abschnitt über die Altertümer.

## Schriften (Auswahl)
- Abhandlung über die lyrischen Gedichte des Aurelius Prudentius Clemens. Stuttgart 1889.
- Führer durch die K. Sammlung römischer Steindenkmäler zu Stuttgart. Verlag W. Kohlhammer. Stuttgart 1895, 1902.
- mit Ferdinand Haug: Die römischen Inschriften und Bildwerke Württembergs. Verlag W. Kohlhammer. Stuttgart 1898, 1912, 1914, 1970.
- Die Preismedaillen der Hohen Karlsschule. Hrsg. von der K. Münz- und Medaillensammlung. Verlag W. Kohlhammer. Stuttgart 1903.